# Гречка (род злаков)
Гре́чка, или па́спалум (паспалюм) (лат. Paspalum), — род травянистых растений семейства Злаки (Poaceae).
Многолетние или изредка однолетние злаки с листьями линейной формы. Колоски с одним обоеполым анемофильным цветком, размещены в два ряда с одной стороны колосовидных веточек.
Зерновки покрыты блестящими кожистыми цветковыми чешуйками.
Семена чаще всего разносятся животными.
Произрастают в тропических и субтропических регионах планеты, могут составлять значительный вклад в состав растительности саванн.
На территории бывшего СССР встречается 4 случайно занесённых или ранее интродуцированных вида, ставших впоследствии сорняками на плантациях с субтропическими культурами.
Всего известно более 320 видов.

## Некоторые виды
Гречка ямчатая (Paspalum scrobiculatum) культивируется в Южно-Азиатских странах как пищевое растение ради получения крупы, называемой «кодо» или «кодра».
Гречка расширенная (Paspalum dilatatum) служит кормовым и декоративным растением, которым могут засеивать газоны.
Другие виды, такие как Paspalum notatum и Paspalum nicorae выращивают на пастбищах совместно с многолетним фуражным арахисом (Arachis glabrata). Некоторые виды могут служить медоносами. Гречка двуколосая, или Гречка пальчатая (Paspalum distichum) [syn.  Paspalum paspalodes (Michx.) Scribn.] — широко расселена в Закавказье, встречается в Крыму и на территории Средней Азии.

## Таксономия
Paspalum L., 1759, Systema Naturae, Editio Decima 2: 855.

### Синонимы
- Anachyris Nees
- Anachyrium Steud., orth. var.
- Cerea Schltdl.
- Ceresia Pers.
- Cleachne Adans., nom. inval.
- Cymatochloa Schltdl.
- Dichromus Schltdl., nom. inval.
- Digitaria Heist. ex Fabr.
- Dimorphostachys E.Fourn.
- Maizilla Schltdl.
- Moenchia Steud., nom. inval.
- Paspalanthium Desv.
- Reimaria Humb. & Bonpl. ex Flüggé
- Sabsab Adans.
- Wirtgenia Döll, nom. inval.